# Trampor

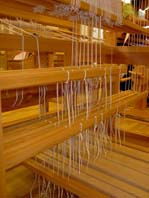
En vävstol som visar Lattor uppknutna i tramporna.

Tramporna i en vävstol är till antalet minst två för tuskaft, men kan sedan variera för andra vävtekniker och är inte alltid detsamma som antalet skaft.
Vid uppsättningen av väven utgår man från en vävnota där det framgår vilket skaft som ska anslutas till vilken trampa.
Tramporna kan vara anslutna till vävstolens nedersta och främre tvärslå, eller vara fästade från andra hållet via en tvärbalk eller axel. I de mest avancerade vävstolarna för hobbyvävare är tramporna inte helt släta, utan formade för att underlätta trampningen genom att hävstångsprincipen förstärks av formen.
Tramporna ansluts via lattor eller direkt till de nedre solvskaften via snören. Sen polyestersnören introducerades med åtföljande plastdetaljer att låsa dem med är uppknytningen av trampor och lattor enklare.
De hampasnören som användes tidigare, och förekommer än idag, knyts annars fast med särskilda vävknutar som dras åt hårdare ju mer man trampar. Men snörena utsätts för stora påfrestningar och slits fort ut jämfört med polyestersnören.